# Syspasis leucolomia
Syspasis leucolomia är en stekelart som först beskrevs av Johann Ludwig Christian Gravenhorst 1829.  Syspasis leucolomia ingår i släktet Syspasis och familjen brokparasitsteklar. Inga underarter finns listade i Catalogue of Life.